# 1. FC Germania 1906 Rückingen
1. FC Germania 1906 Rückingen was een Duitse voetbalclub uit Erlensee, Hessen. 

## Geschiedenis
De club werd opgericht in 1906. De eerste wedstrijd tegen Militia Hanau werd met 13:1 verloren. In 1920 promoveerde de club naar de hoogste klasse van de Noordmaincompetitie en werd daar zevende op elf clubs. Hierna werd de competitie geïntegreerd in de Maincompetitie, die aanvankelijk uit vier reeksen bestond en over twee seizoenen teruggebracht werd naar één reeks. Germania werd zesde in zijn groep, wat niet volstond om het behoud te verzekeren. 
In 1933 kwam de NSDAP aan de macht in Duitsland. In vele kleinere gemeenten moesten sportclubs fuseren, zo ook Germania, dat nu als TSV Rückingen door het leven ging. In 1949 werd opnieuw de oude en huidige naam aangenomen. De club speelt in de onderste regionen van het Duitse voetbal. In 2016 werd in Erlensee een nieuw sportpark in gebruik genomen. Dat was aanleiding voor de twee bespelers van het oude park, 1.FC 1906 Langendiebach und 1.FC Germania 06 Rückingen om te gaan fuseren. De naam van de fusieclub is 1.FC 1906 Erlensee.